# 소뢰시

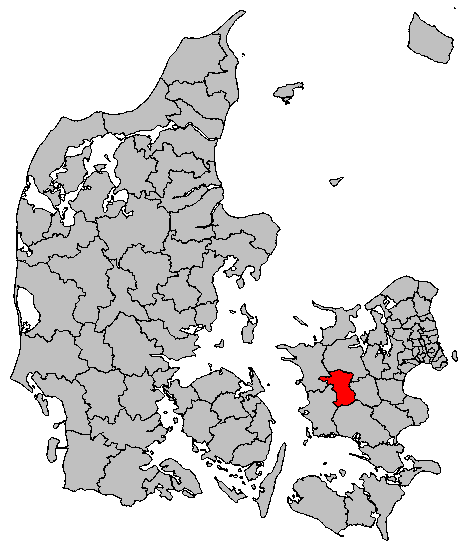
소뢰시의 위치

소뢰시(덴마크어: Sorø Kommune)는 덴마크 셸란 지역에 위치한 지방 자치체로 행정 중심지는 소뢰이며 면적은 311.05km2, 인구는 29,400명(2012년 1월 1일 기준), 인구 밀도는 95명/km2이다. 셸란섬 중부에 위치한다.